# Арнхейм, Рудольф
Ру́дольф А́рнхейм (также А́рнхайм, нем. Rudolf Arnheim; 15 июля 1904[…], Берлин — 9 июня 2007[…], Анн-Арбор, Мичиган) — американский писатель, киновед и кинокритик, эстетик, психолог еврейского немецкого происхождения, педагог, теоретик кино и изобразительного искусства. Известен тем, что первым применил основные положения гештальтпсихологии к эстетике и теории композиции изобразительного искусства.

## Биография
Родился в Берлине в семье владельца фабрики по производству фортепиано. В 1923 году поступил в Берлинский университет, где изучал философию и психологию, а также историю искусства и музыки. 26 июля 1928 года защитил диссертацию по экспериментальной психологии зрительного восприятия, и в том же году вышла его первая книга «Голос с галерки» — сборник очерков и рецензий на фильмы, которые печатались с 1925 года в газете «Das Stachelschwein».
По окончании университета работал редактором отдела культуры газеты «Die Weltbühne». В 1932 году опубликовал книгу «Кино как искусство», в которой изложил свои взгляды на кинематограф; в 1933 году книга была запрещена пришедшими к власти нацистами, поскольку Арнхейм был евреем. В 1933 году он переехал в Рим. Работал помощником редактора по публикациям Международного института образовательного кино при Лиге наций, продолжал писать рецензии, был одним из редакторов международной «Энциклопедии кино», куда написал многие важные статьи. В 1936 году опубликовал в Лондоне книгу «Радио: искусство звука», в которой изложил свои идеи относительно будущего радио.
В 1939 году, когда в Италии ухудшилась политическая ситуация, Арнхейм переехал в Великобританию, где около года работал переводчиком в службе международного вещания Би-Би-Си. Осенью 1940 года он перебрался в Нью-Йорк, США, имея лишь десять долларов в кармане, но почти сразу же получил помощь от своих бывших сокурсников, давно эмигрировавших в Америку. Вскоре Арнхейм стал преподавателем на факультете психологии в Новой школе, а также сотрудником Управления по исследованию радио при Колумбийском университете: в частности, получил стипендию на проведение исследования о влиянии на американских радиослушателей содержания транслируемых по радио «мыльных опер». В 1943 году стал преподавателем психологии в колледже Сары Лоуренс в Йонкерсе, где работал больше 26 лет и написал основную часть своих работ.
В 1946 году получил американское гражданство.
В 1959 году на государственную стипендию жил в Японии. В 1969 году стал профессором психологии искусства Гарвардского университета, но в 1974 году покинул Гарвард и отправился в Мичиганский университет, где преподавал до конца жизни. Скончался 9 июня 2007 года в Анн-Арборе.
Рудольф Арнхейм — автор многих работ по теории и психологии искусства. Среди них книги «Кино как искусство» (1938), «Искусство и визуальное восприятие» (1954), «К психологии искусства» (1966), «Визуальное мышление» (1970), «Энтропия и искусство. Очерки о порядке и хаосе в искусстве» (1971). Ему также принадлежат десятки статей по вопросам искусства и психологии художественного творчества в различных научных журналах и сборниках. Арнхейм избирался президентом Американского эстетического общества (1958—1960), был членом Американской академии искусств и наук, членом редколлегии американского журнала «Эстетика и художественная критика».

## Сочинения на русском языке
- Арнхейм Р. Кино как искусство. М., 1960.
- Арнхейм Р. Искусство и визуальное восприятие. Перевод с англ. Самохина В. Л. Общая редакция Шестакова В. П. М., Прогресс, 1974, 392 с.
- Арнхейм Р. Динамика архитектурных форм. М., 1984.
- Арнхейм Р. Новые очерки по психологии искусства. Пер. с англ. М., Прометей, 1994, 352 с. (ISBN 5-7042-0581-X / 570420581)